# 강변로 (논산시)
강변로(Gangbyeon-ro)는 충청남도 논산시 부창동 화산사거리 에서 논산시 취암동 덕지삼거리 를 잇는 충청남도의 도로이다.

## 주요 경유지
충청남도
- 논산시 (부창동 . 취암동)

## 노선
| 이름              | 접속 노선                          | 소재지 | 소재지 | 비고              |
| ----------------- | ---------------------------------- | ------ | ------ | ----------------- |
| 화산사거리        | 논산대로                           | 논산시 | 부창동 | 국도 제23호선구간 |
| 해창교            |                                    | 논산시 | 부창동 | 국도 제23호선구간 |
| 부창교            |                                    | 논산시 | 부창동 | 국도 제23호선구간 |
| 놀뫼대교밑 교차로 | 득안대로                           | 논산시 | 부창동 | 국도 제23호선구간 |
| 대교사거리        | 중앙로                             | 논산시 | 부창동 |                   |
| 덕지사거리        | 해월로                             | 논산시 | 취암동 |                   |
| 딕지교            |                                    | 논산시 | 취암동 |                   |
| 덕지삼거리        | 국도 제1호선 국도 제4호선 (계백로) | 논산시 | 취암동 |                   |

## 주요 건물 및 시설
- HD현대오일뱅크 강변로주유소 (강변로 46/등화동 529-10)
- HD현대오일뱅크 딸기주유소 (강변로 61/등화동 439-1)
- S-OIL 신창에너지 서논산주유소 (강변로 198/부창동 339)